# Deuterodon iguape
Deuterodon iguape es una especie de pez de la familia Characidae.

## Morfología
Los machos pueden llegar alcanzar los 9,8 cm de longitud total.

## Hábitat
Vive en zonas de clima tropical.

## Distribución geográfica
Se encuentra en la cuenca del río Ribeira de Iguape.